# Giennadij Maslennikow
Giennadij Władimirowicz Maslennikow (ros. Геннадий Владимирович Масленников, ur. 14 lipca 1929 w Moskwie, zm. 27 lutego 2001 tamże) – radziecki budowniczy, Bohater Pracy Socjalistycznej (1963).

## Życiorys
W październiku 1941 wraz z matką ewakuowany do Kirgistanu, pracował w kołchozie, po wojnie wrócił do Moskwy, gdzie pracował w fabryce m.in. jako formierz i tokarz. Uczył się w szkole młodzieży robotniczej, w lutym 1948 został skierowany do brygady murarzy w celu budowy domu przy ul. Gorkiego w Moskwie, później uczestniczył w budowie domów mieszkalnych i kulturalnych w Moskwie, 1949-1952 odbywał służbę w Armii Radzieckiej w Białoruskim Okręgu Wojskowym. Po powrocie z wojska został brygadzistą murarzy Trustu Mosstroja nr 3, w 1954 został delegatem na moskiewską miejską konferencję związków zawodowych robotników budownictwa komunalno-mieszkaniowego, później był członkiem KC i Prezydium KC Związków Zawodowych. Od 1955 należał do KPZR, 1956 powrócił z pracy na etacie związkowym do pracy jako brygadzista murarzy; w 1959 jego brygadzie murarskiej jako pierwszej w ZSRR nadano tytuł "Brygada Pracy Komunistycznej". Kierując brygadą murarską, wniósł wielki wkład w budownictwo mieszkaniowe w Moskwie. W latach 1968–1969 był zarządcą trustu "Mosstroj-1", 1969-1973 zastępcą szefa Zarządu Budownictwa Mieszkaniowego nr 3 Gławmosstroja, 1971 ukończył Wszechzwiązkowy Zaoczny Instytut Inżynieryjno-Budowlany, 1973-1976 był szefem Zarządu Montażowego nr 4 Kombinatu Budowy Domów nr 1 Gławmosstroja. W 1976 został skierowany do Kabulu jako główny specjalista kombinatu budowy domów (jedynego w Afganistanie), by organizował efektywną pracę, zapewnił nowoczesną produkcję i poziom technologiczny i pomógł w przygotowaniu wykwalifikowanych kadr. Po powrocie z Afganistanu brał udział w budowie hotelu "Oktiabrskij", 1981-1986 był zastępcą redaktora wydawnictwa KC Komsomołu "Mołodaja Gwardija" ds. budownictwa, 1986-1988 szefem Zarządu Gospodarki Mieszkaniowo-Komunalnej Gławmosstroja, gdzie pod jego kierunkiem pracowało 11 tysięcy robotników. W latach 1988–1990 był głównym inżynierem Ambasady ZSRR w Syrii, 1990-1992 pomocnikiem dyrektora generalnego systemu "Most", a 1992-1993 zastępcą dyrektora generalnego Międzynarodowego Wydawnictwa "Galaktyka". Od 8 kwietnia 1966 do 30 marca 1971 był członkiem Centralnej Komisji Rewizyjnej KPZR. Deputowany do Rady Najwyższej ZSRR 7 kadencji (1966-1970) i do Rady Miejskiej Moskwy. W 1998 został honorowym obywatelem Moskwy. Pochowany na Cmentarzu Trojekurowskim w Moskwie.

## Odznaczenia i nagrody
- Medal Sierp i Młot Bohatera Pracy Socjalistycznej (21 czerwca 1963)
- Order Lenina (21 czerwca 1963)
- Medal „Za pracowniczą wybitność”
- Nagroda Rady Ministrów ZSRR (1972)

i inne.